# Mich d'Avray
Jean-Michel ("Mich") d'Avray (Johannesburg, 19 februari 1962) is een voormalig Engels–Zuid-Afrikaans voetballer en huidig voetbaltrainer.
d'Avray speelde in Engeland bij Ipswich Town (1979/87), Leicester City FC (1988) en wederom Ipswich (1988/90). Op voorspraak van Johan Derksen kwam hij in 1991 naar N.E.C. waar de aanvaller twee seizoenen zou spelen. Als trainer was hij actief bij onder meer Perth Glory FC in Australië.

## Erelijst
Ipswich Town
- UEFA Cup: 1980/81